# 五辻安仲
五辻 安仲（いつつじ やすなか）は、日本の公家、官僚・華族。子爵。五辻家31代当主。

## 経歴
山城国京都で左兵衛佐・五辻高仲の息子として生まれ、父の養子・五辻継仲の養子となる。安政5年10月28日（1858年12月3日）に元服し昇殿を許された。元治元年7月19日（8月20日）の禁門の変では長州藩士のため画策し、参朝停止、他人面会・他行の禁止を命ぜられた。慶応3年1月（1867年）赦免となる。
同年12月9日（1868年1月3日）王政復古を迎え、三職書記御用掛となる。慶応4年2月20日（1868年3月13日）、参与・内国事務局判事加勢に任じられた。その後、内国事務局権判事、弁事、権弁事、弾正大弼、弁官事、少弁、神楽長、式部助などを歴任。少納言、侍従を歴任。明治4年11月12日（1871年12月23日）岩倉使節団の岩倉具視に随行して欧米に渡り、明治5年12月（1859年1月）に帰国した。1873年（明治6年）4月14日、父・高仲の隠居に伴い家督を継承した。
その後、式部寮理事官心得、華族第三部長、宮内省御用掛、華族局勤務、兼式部寮御用掛、華族局主事、爵位局次官、大膳大夫などを務めた。
1884年（明治17年）7月8日、子爵を叙爵した。

## 栄典
- 1886年（明治19年）11月30日 - 勲五等双光旭日章[7]
- 1888年（明治21年）12月26日 - 勲四等瑞宝章[8]
- 1889年（明治22年）11月25日 - 大日本帝国憲法発布記念章[9]
- 1890年（明治23年）12月26日 - 勲三等瑞宝章[10]

## 系譜
- 父：五辻高仲
- 養父：五辻継仲
- 長男：五辻治仲（貴族院子爵議員）[1]
- 二男：京極高致（京極高富養子）[1]
- 三男：滋野井実寿（滋野井公寿養子）[1]
- 弟：五辻長仲（東寺真性院大僧都）・西五辻文仲（男爵）[1]